# Aeroportul Municipal Storm Lake
Aeroportul Municipal Storm Lake (IATA: SLB, ICAO: KSLB, FAA LID: SLB) este un aeroport din Iowa, Statele Unite ale Americii ce deservește zona Storm Lake⁠(d). A fost numit după zona deservită.
Situat la o altitudine de 454 m, aeroportul dispune de 3 piste.

## Infrastructură

### Piste
Aeroportul dispune de 3 piste: 
- pista 06/24 din Iarbă, cu dimensiunile 1.962 picioare × 95 picioare
- pista 13/31 din beton, cu dimensiunile 3.034 picioare × 50 picioare
- pista 17/35 din beton, cu dimensiunile 5.002 picioare × 75 picioare